# کالین مک‌گین
کالین مک‌گین (به انگلیسی: Colin McGinn) (زاده ۱۰ مارس ۱۹۵۰) فیلسوف بریتانیایی مکتب فلسفه تحلیلی است.

## زندگی و فعالیت‌ها
مک‌گین در سال ۱۹۶۷ در رشته روان‌شناسی دانشگاه منچستر آغاز به تحصیل کرد. در ۱۹۷۲ برای ادامه تحصیل در رشته فلسفه دانشگاه آکسفورد پذیرفته گشت.
او در همان سال برنده جایزه جان لاک شد. مک‌گین تدریس فلسفه در دانشگاههای آکسفورد و راتگرز را در کارنامه خود دارد و هم‌اکنون در دانشگاه میامی به صورت تمام وقت به تدریس فلسفه مشغول است.
کالین مک‌گین عمده شهرتش را مدیون فعالیت در زمینه فلسفه ذهن، فلسفه زبان و مابعدالطبیعه است. وی همچنین از فعالان بی خدایی به‌شمار می‌آید؛ و در مجموعه تلویزیونی نوارهای بیخدایی نیز شرکت جسته است.

## نقل قول
گویی میان مغز مادّی و ذهن هشیار (آگاه)، حایلی است؛ همان حایلی که ویتگنشتاین آن را ورطه گذرناپذیر نامید. جسم و ذهن به نوعی با هم سر ناسازگاری دارند. این ناسازگاری از آنجا ایجاد می‌شود که گویا از یک سو نمی‌توانیم با بررسی و آزمودن مغز مادی، شرحی بر چگونگی پدیدآمدن هشیاری بیابیم؛ و از سوی دیگر هم کسی نمی‌تواند با تأمل و درون نگری، چگونگی برخاستن پدیده هشیاری از بافت‌های جسمانی مغز را معلوم کند. روش‌های ما در حصول آگاهی از چگونگی پیوند یافتن مغز با ذهن، متأسفانه هنوز عامل واقعی پیونددهنده این دو را نیافته‌اند تا آن را بشناسند!
با همه اینها بی گمان می‌توان گفت که هشیاری پدیده ای برخاسته از طبیعت و ماحصل فرایندی زیست شناختی است؛ و همان قدر از مفاهیم ماورایی فاصله دارد که فرایندهای گوارش و گردش خون. هشیاری می‌آید و می‌رود، فزونی می‌گیرد و کاستی می‌یابد، رشد می‌کند و می‌میرد.

اما به راستی چرا این همه دشوار است که این پدیده را به روش علمی مقهور خویش سازیم؟ پاسخ، به نظر من در دور دست‌ها نیست؛ بلکه در وجود خود ماست و آن اینکه مغز ما به گونه ای تکامل نیافته، و به توانایی‌های لازم مجهّز نشده، تا بتواند این معما را حل کند. مغز ما به درد این می‌خورد که در این دنیا به این سو و آن سو برویم یا در پیدا کردن همسر ایده‌آل خود موفق شویم یا حتی به خوبی به شناخت طبیعت سرگرم باشیم، اما آنجا که سخن از گوهره گرانقدر انسانیت، یعنی آگاهی، باشد و این که چگونه از مغز مادی برمی‌خیزد، همان مغز در برابر این پرسش ناتوان می‌نماید؛ و تنها مایه تسلی ما این خواهد بود که مدام شوقی فراوان در درونمان زبانه بکشد و دوام یابد، تا شاید زمانی که نظریه کوانتومی بسیار بسیار پیر شده باشد، آن گاه به دریافت این راز نائل آییم.

## گزیده مقالات
A partial list of articles by Colin McGinn (emphasis on scholarly philosophical articles):
- "Another Look at Colour" (1996). Journal of Philosophy.
- "Consciousness and Space" (1995). Journal of Consciousness Studies.
- "The Problem of Philosophy" (1994). Philosophical Studies.
- "Must I Be Morally Perfect?" (1992). Analysis.
- "Conceptual Causation: Some Elementary Reflections" (1991). Mind.
- "Can We Solve the Mind-Body Problem?" Mind, 1989.
- "What is the Problem of Other Minds?" (1984). Proceedings of the Aristotelian Society.
- "Two Notions of Realism?" (1983). Philosophical Topics.
- "Realist Semantics and Content Ascription" (1982). Synthese.
- "Rigid Designation and Semantic Value" (1982). Philosophical Quarterly.
- "Philosophical Materialism" (1980). Synthese
- "An A Priori Argument for Realism" (1979). The Journal of Philosophy.
- "Single-case Probability and Logical Form" (1979). Mind.
- "Charity, Interpretation and Belief" (1977). The Journal of Philosophy.
- "Semantics for Nonindicative Sentences" (1977). Philosophical Studies.
- "A Priori and A Posteriori Knowledge" (1976). Proceedings of the Aristotelian Society.
- "A Note on the Frege Argument" (1976). Mind.
- "On the Necessity of Origin" (1976). The Journal of Philosophy.
- "A Note on the Essence of Natural Kinds" (1975). Analysis.
- "Mach and Husserl" (1972). Journal for the British Society of Phenomenology.